# V402 Андромеды
V402 Андромеды (лат. V402 Andromedae) — карликовая новая, двойная катаклизмическая переменная звезда типа U Близнецов (UG) в созвездии Андромеды на расстоянии приблизительно 3588 световых лет (около 1100 парсеков) от Солнца. Видимая звёздная величина звезды — от менее +20m до +15,5m. Орбитальный период — около 0,0621 суток (1,4904 часа).

## Характеристики
Первый компонент — аккрецирующий белый карлик.